# アルムデナ・ムニョス
アルムデナ・ムニョス（Almudena Muñoz Martínez、1968年11月4日 - ）はスペイン、バレンシア県バレンシア出身の柔道家。身長162cm。

## 経歴
1992年バルセロナオリンピック柔道女子金メダリスト。
1996年アトランタオリンピックにも出場、5位であった。

## 主な戦績
- 1991年 - フランス国際　優勝
- 1991年 - イギリス国際　3位
- 1991年 - 世界選手権　7位
- 1992年 - フランス国際　5位
- 1992年 - ポーランド国際　優勝
- 1992年 - バルセロナオリンピック　優勝
- 1992年 - 福岡国際　2位
- 1993年 - ヨーロッパ選手権　優勝
- 1993年 - 世界選手権　2位
- 1994年 - チェコ国際　3位
- 1995年 - フランス国際　優勝
- 1995年 - ヨーロッパ選手権　5位
- 1995年 - 世界選手権　5位
- 1996年 - フランス国際　5位
- 1996年 - ヨーロッパ選手権　5位
- 1996年 - アトランタオリンピック　5位
- 1997年 - ハンガリー国際　3位
- 1997年 - ヨーロッパ選手権　5位
- 1997年 - 地中海競技大会　3位